# World of Hurt (single)
World of Hurt is een nummer van de Nederlandse zangeres Ilse DeLange uit 1998. Het is de tweede single van haar gelijknamige debuutalbum.
Het nummer gaat over twee verliefden in een wereld vol ellende. Ondanks dat het nummer slechts de 11e positie in de Nederlandse Tipparade haalde, werd "World of Hurt" wel een radiohit in Nederland, en geniet het nummer vandaag de dag nog steeds populariteit.

## NPO Radio 2 Top 2000
| Nummer met noteringen in de NPO Radio 2 Top 2000 | '03 | '04 | '05 | '06 | '07 | '08 | '09 | '10 | '11 | '12 | '13 | '14  | '15  | '16  | '17  | '18  | '19  | '20  | '21  | '22  | '23  |
| ------------------------------------------------ | --- | --- | --- | --- | --- | --- | --- | --- | --- | --- | --- | ---- | ---- | ---- | ---- | ---- | ---- | ---- | ---- | ---- | ---- |
| World of Hurt                                    | 233 | 365 | 412 | 305 | 560 | 413 | 757 | 495 | 544 | 766 | 884 | 1049 | 1327 | 1576 | 1644 | 1324 | 1339 | 1464 | 1750 | 1810 | 1743 |

1. ↑  Een vetgedrukt getal geeft de hoogste notering aan.
2. ↑  2003 was het eerste jaar met een notering voor dit nummer.
3. ↑  Deze tabel is bijgewerkt tot en met de laatste editie (2024).